# Vallesaccarda
Vallesaccarda är en ort och kommun i provinsen Avellino i regionen Kampanien i Italien. Kommunen hade 1 326 invånare (2017).